# Abarema callejasii
Abarema callejasii е вид растение от семейство Бобови (Fabaceae). Видът е уязвим и сериозно застрашен от изчезване.

## Разпространение и местообитание
Среща се в планинските гори на Антиокия, Колумбия.